# Pauls Sukatnieks
Pauls Sukatnieks (Dviete,Selònia, 16 d'abril de 1914 - Ilũkste, 12 d'agost de 1989) va ser un jardiner i criador letó. És conegut internacionalment com el primer a ser capaç de criar una varietat de raïm resistent al fred, anomenant-la "Dvietes zilā".

## Biografia
Neix l'abril de 1914, després de l'inici de la Primera Guerra Mundial. Mentre que el seu pare fou cridat a files aquell any, la seva mare es va refugiar a Ielets amb ell durant quatre anys. Un cop acabada la guerra, tornen a Dviete on inicia la seva etapa escolar. Aquesta etapa es veu interrompuda constantment per la seva salut feble, fet que el duu a experimentar al jardí de casa seva. Destaca el seu interès per fer encreuaments d'estaques de ceps importades del Canadà, síndries i melons.
Durant la Segona Guerra Mundial, Pauls Sukatnieks va ser reclutat per al servei militar, però després d'uns deu mesos de servei en un batalló de cavalleria, va tornar a la seva terra natal, continuant la seva tasca en la millora del raïm.
El 1944 dona a conèixer la nova varietat "Dvietes zilā", però la primera collita industrial d'aquesta no es va fer fins al 1954 a la granja col·lectiva "Michurin", i no va ser fins al 1964 que es reconeix oficialment com a tal la varietat. L'any 1948 es va publicar el seu llibre "Cultiu de melons i síndries a l'aire lliure", i el 1953 "Mètode simplificat de cultiu de tomàquets".
Fou contractat per treballar com a científic en l'Estació Experimental Hortícola de Püre pel ministeri d'Agricultura de la RSS de Letònia. Aviat, però, va deixar el càrrec per motius de salut. Va emetre una ordre per contractar P. Sukatnieks a l'Estació Experimental Hortícola de Pūre com a associat científic sènior adjunt al punt de Dviete. Aviat, però, a causa d'una malaltia, va deixar de treballar-hi.
Durant les dècades dels 60 i ⁣⁣70⁣⁣⁣, la revista "Dārzs un Drava" va publicar els seus articles especialment sobre el raïm a Lituània.
Va morir el 12 d’agost de 1989, fou enterrat en el cementiri luterà Ilũkste.
Actualment, des del 2011, la casa de la família és propietat del municipi i hi alberga un museu.

## Vida professional
Tot i que se li atribueixen diferents experiments i proves d'empelt, ja de jove, amb diferents pomeres, no és fins al 1920 que obté els dos primers ceps, provinents del Canadà i portats per un conegut seu, també afeccionat a la jardineria.
Tot i el poc èxit del principi, a causa de les condicions climàtiques de la zona i a la manca de coneixement, en els seus inicis, el 1949 es van donar a conèixer els primers híbrids de la varietat Dvietes zilās, un híbrid entre Vitis labrusca i Vitis vinifera. Aquesta varietat suporta les temperatures fredes de l'hivern a la zona, que podien assolir els -30 °C si es cobria prèviament amb fulles i branques. A la granja col·lectiva "Michurin" es va establir una vinya d'1,8 hectàrees d'aquesta varietat i altres híbrids que va desenvolupar de melons i síndries. Dvietes zilās produeix raïms amb baies de color marró-vermellós, d’uns 2 cm de diàmetre, agrupades en raïms de 350 a 500 grams.
Més endavant, va obtenir altres varietats de raïm adaptades a les condicions ambientals de la zona, d'entre les quals destaquen “Supaga”, “Sukribe”, “Guna”, “Zilga”, “Veina”, “Veldze”, “Agra”, entre d’altres. Com que les varietats que va desenvolupar són resistents a climes que es troben fora del cinturó de la viticultura tradicional, algunes han sigut exportades a zones fredes d'Amèrica i altres països d'Europa. Avui s'estudien com a alternativa per a la producció de vins en aquests països.
També va aconseguir diferents varietats resistents al fred de meló i síndria, al voltant de 800 i 200, respectivament.  Pel que fa a flors ornamentals, també cal destacar que va desenvolupar unes 70 espècies de roses.

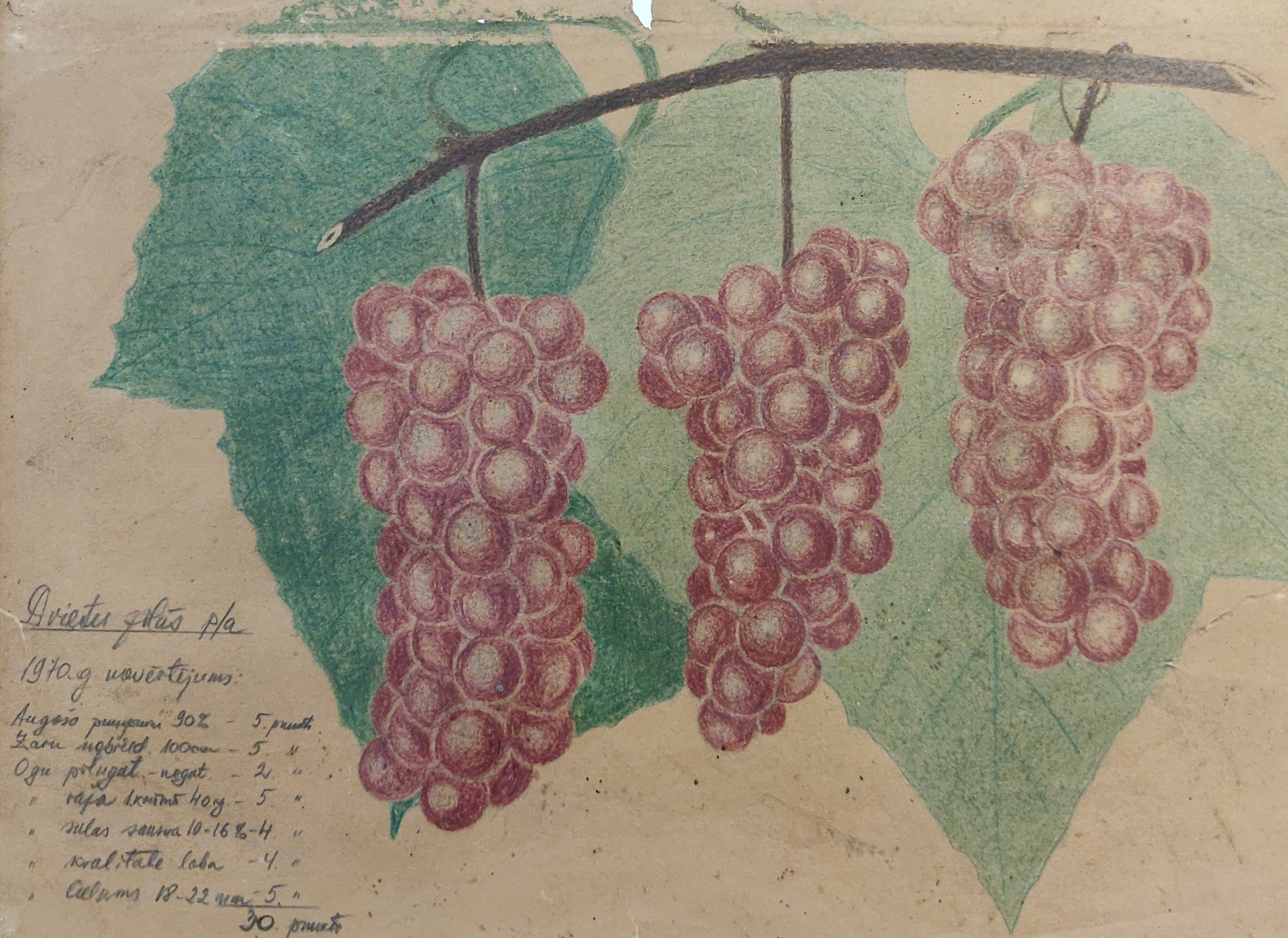
Raïm "Dvietes zilās" dibuixat per Pauls Sukatnieks
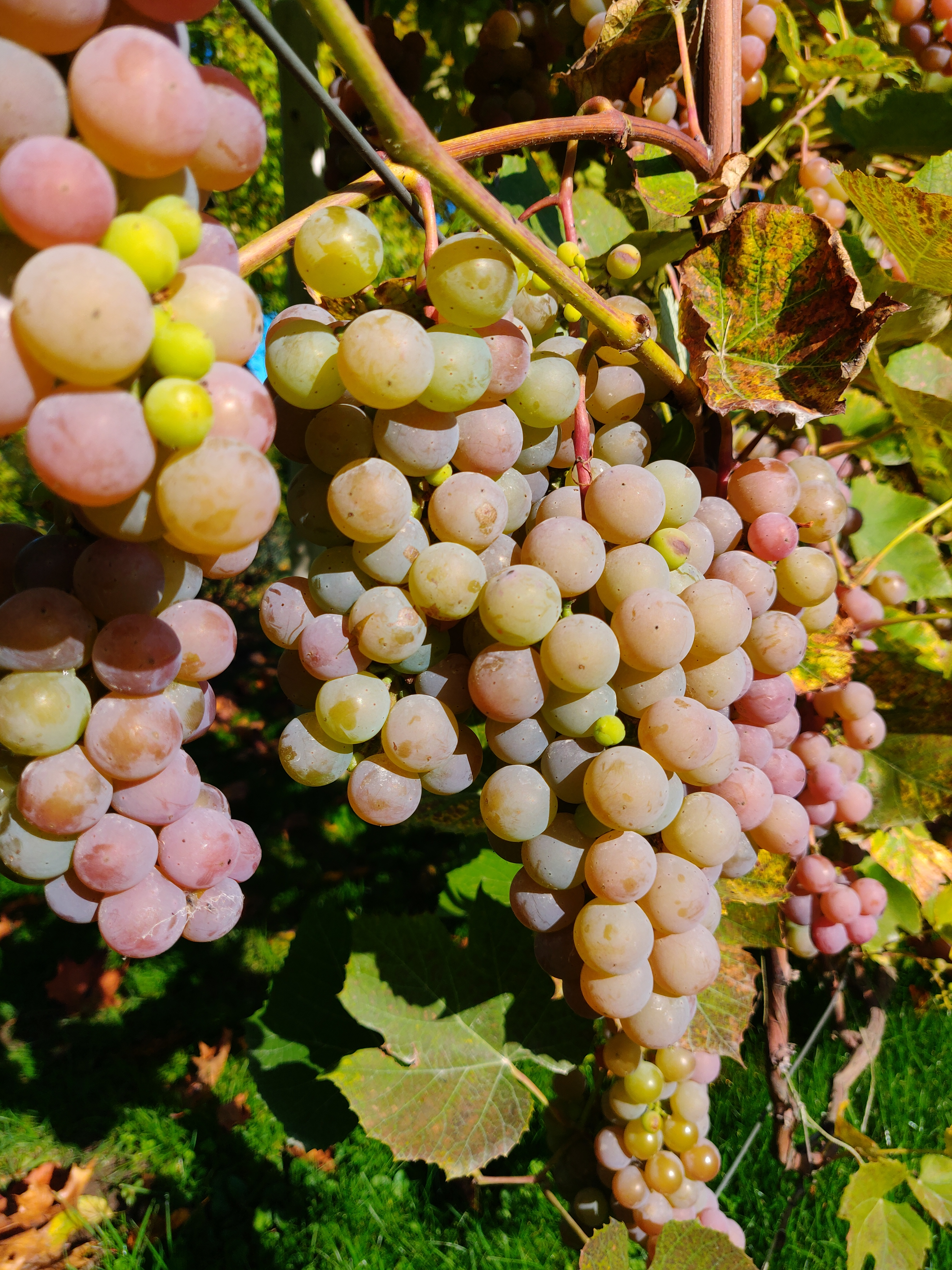
La varietat de raïm "Dvietes zilā" seleccionada per Pauls Sukatnieks
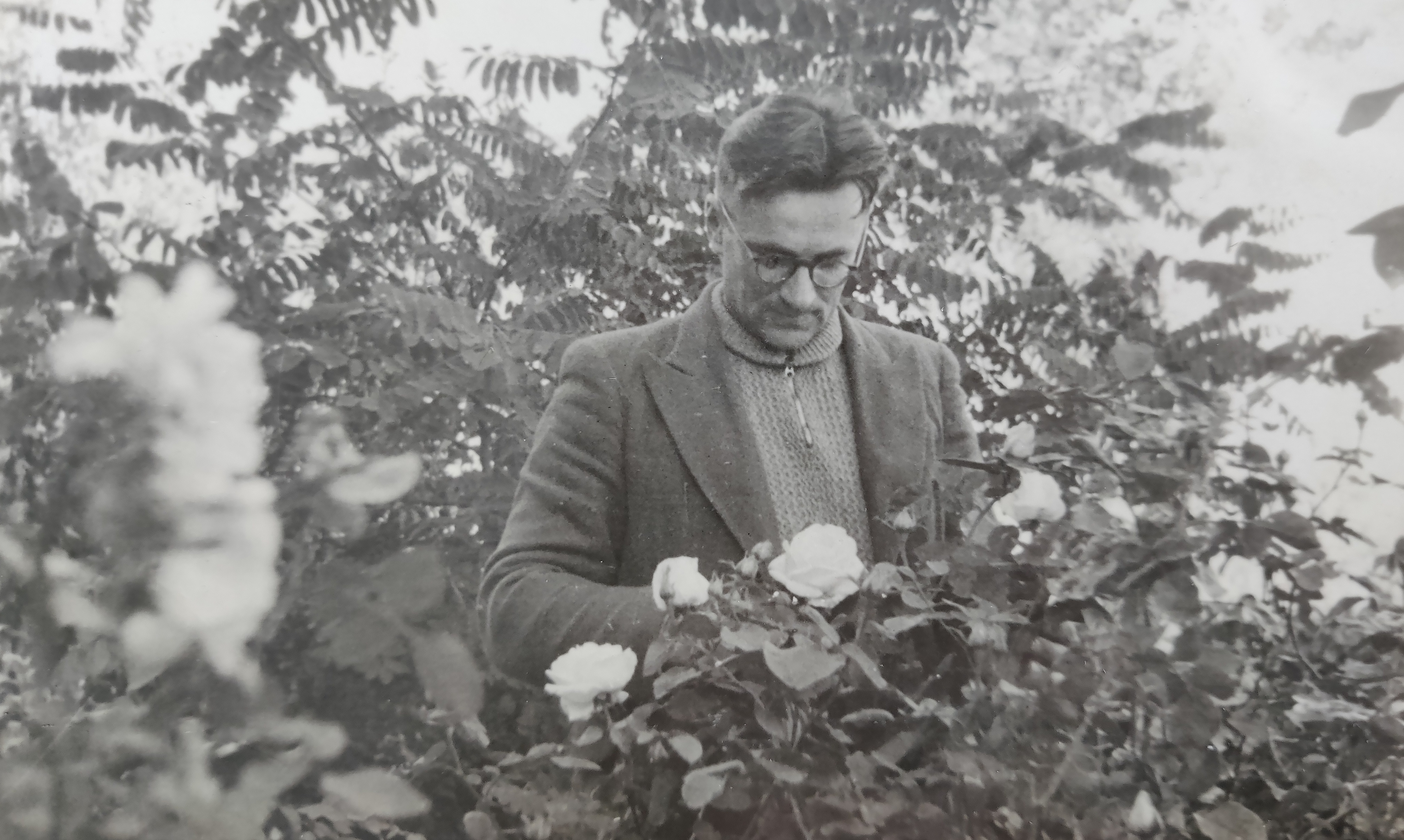
Pauls Sukatnieks al seu roserar de cultiu propi

## Obra
Pauls Sukatnieks va escriure activament publicacions en diversos diaris i revistes locals i nacionals. En total, va escriure més de 50 publicacions.
- Cultivant melons i síndries a l'aire lliure / P. Sukatnieks. Riga: Editorial Estatal de Letònia, 1948. 34 pàgines.
- Mètode simplificat de cultiu de tomàquet / P. Sukatnieks. Riga: Editorial Estatal de Letònia, 1953. 40 pàgines.